# Draba weberi
Draba weberi là một loài thực vật có hoa trong họ Cải. Loài này được R.A.Price & Rollins mô tả khoa học đầu tiên năm 1991.